# Fissidens incisus
Fissidens incisus là một loài Rêu trong họ Fissidentaceae. Loài này được Herzog mô tả khoa học đầu tiên năm 1916.